# Альтависта (альбом)
«Альтави́ста» — пятый студийный альбом группы «Сплин», изданный в 1999 году.
Запись произведена на студии «SBI records» в период с апреля по июнь 1999 года, кроме композиций «Встретимся завтра» — записана в декабре 1998 года, и «Абсент» — записана весной 1998 года дома у Николая Ростовского.
Трек № 12 на обложке альбома не указан, является ремиксом на трек «Молоко и мёд». Автором ремикса является DJ RAM.

## Список композиций
Слова и музыка всех песен — Александр Васильев.
| №   | Название               | Длительность |
| --- | ---------------------- | ------------ |
| 1.  | «Альтависта»           | 6:14         |
| 2.  | «Молоко и мёд»         | 4:47         |
| 3.  | «Пил-курил»            | 4:56         |
| 4.  | «Терпсихора»           | 2:49         |
| 5.  | «Далеко домой»         | 3:57         |
| 6.  | «Абсент»               | 1:55         |
| 7.  | «Добрых дел мастер»    | 4:56         |
| 8.  | «Мотоциклетная цепь»   | 4:15         |
| 9.  | «Сумасшедший автобус»  | 3:50         |
| 10. | «Алкоголь»             | 5:25         |
| 11. | «Встретимся завтра»    | 4:27         |
| 12. | «Молоко и мёд (remix)» | 5:03         |

## Состав
- Александр Васильев — вокал, слова, гитара, аккордеон, программирование
- Яник Николенко — флейта, бэк-вокал
- Сергей Наветный — ударные
- Александр Морозов — бас-гитара
- Стас Березовский — гитара

В записи принимали участие:
- Сергей Небольсин — перкуссия (1, 3, 5, 6, 10)
- Николай Ксенофонтов — перкуссия (7, 8, 9)
- Михаил Прокушенков — бас (3, 5, 9)
- Артур Пилявин — клавишные (1)
- Анатолий Мешаев — тромбон (9), бэк-вокал (3, 5)
- Сергей Бушкевич — труба (9)
- Михаил Jr Владимиров — губная гармоника (3)
- Александр Пономарёв — бэк-вокал (3)
- Лена Тэ — бэк-вокал (8)
- Николай Ростовский — клавишные (11)
- Александра Васильева — скрипка (8)
- Симфонический квартет имени Ч. Буковски (11)

## Видеоклипы
| Год  | Клип               | Режиссёр      |
| ---- | ------------------ | ------------- |
| 1999 | Молоко и мёд       | Юрий Миронов  |
| 1999 | Пил-курил          | Олег Гладилин |
| 1999 | Мотоциклетная цепь | Олег Куваев   |
| 2000 | Абсент             | Олег Куваев   |